# Трета Бундеслига
 Тази статия е за германската футболна трета лига.  За българската футболна трета лига вижте Трета аматьорска футболна лига.  
Трета Бундеслига е третата футболна дивизия на Германия и най-високата аматьорска класа на страната. Основана е през 2008 г., а първия си сезон провежда през 2008/09.

## История
През януари 2006 г. започват дискусии относно въвеждане на единна трета дивизия на Германия и преобразуване на регионалните лиги. Целта на трансформацията е да се създадат по-големи условия за развитието на млади и талантливи футболисти, както и повишаване на конкурентоспособността на германските отбори. Отделно се цели и да се повиши рекалмния интерес към аматьорския футбол в Германия. Големи спорове се разрастват през септември същата година, когато се обсъжда дали аматьорските отбори на големите клубове ще получат правото да участват в Трета Бундеслига. Доводите на противниците на тезата са, че така се постигат ниска зрителска посещаемост и се нарушават правилата на „честната игра“. Първоначално мнението да не се допускат аматьорските формации надделява, но при последвалото гласуване на общото събрание на ГФС, първодивизионните и втородивизионните клубове гласуват за това техните втори отбори да са правоспособни за участие и така те налагат своята воля. Все пак се прави малък компромис с решението — само 4 втори отбора имат право да участват в премиерния сезон на Трета Бундеслига. На 8 септември 2006 г. се обявява въвеждането на Трета Бундеслига на общо събрание на Германския футболен съюз. За първото издание на турнира право на участие получават първата половина на класиралите се отбори в регионалните лиги Север и Юг, както и четири изпадащи отбора от Втора Бундеслига. Освен това е решено Трета Бундеслига да се администрира от Германския футболен съюз, а не от Германската футболна лига, каквото е положението с Първа и Втора Бундеслига. Именно поради тази причина първенството носи наименованието „лига“, а не „бундеслига“. На 14 април 2008 г. е представено и логото на Трета лига.
За разлика от правилата при въвеждането на Втора Бундеслига през сезон 1974/75 и при обединяването на двете втори дивизии в една през 1981/82, тук не се формират коефициенти от предишни участия на отборите в дивизиите и финансов статус, а просто се гледа представянето само и единствено от предходния сезон. Отборите, класирали се до десето място в двете регионални лиги през сезон 2007/08 получават автоматично право да играят в новосформираната Трета Бундеслига, а останалите отбори се записват в трите регионални лиги на териториален принцип.
Премиерната среща на Трета Бундеслига се състои на 25 юли 2008 г. в 20:30 часа на ерфуртския Щайгервалдщадион. Срещата между Рот-Вайс Ерфурт и Динамо Дрезден завършва с победа на гостите с 0:1 и се предава пряко по телевизията. Първият голмайстор в историята на първенството е Халил Шавран, първият водач в клсирането е Падерборн, а в края на сезона първенец става Унион Берлин. „Железните“ от Берлин получават тежащия 8,5 кг трофей, направен от сребро.

## Правила
20 отбора се борят за класиране във Втора Бундеслига, чието постигане става чрез завършване на едно от първите две места в крайното класиране. Завършилият на трето място отбор играе допълнителни две баражни срещи срещу класиралия се на шестнадесетото място във втора дивизия отбор. Завърилите на последните три места отбори изпадат в регионалните лиги.
През първия сезон за участие се допукат само четири аматьорски отбори на професионални клубове от първа или втора дивизия. За 2010 г. е насрочено преразглеждане на правилата на Трета Бундеслига в случай, че участието на вторите отбори води до лоши резултати от финансово или спортсменско естество. Освен това вторите обори са извадени от борбата за Купата на Германия в замяна на правото да участват в надпреварата за първенството на Трета Бундеслига. Аматьорските формации по правило не получават приходи от телевизионни права.

## Отбори
За сезон 2009/10 право на участие в първенството на [рета лига получават:
Трите изпадащи отбори от Втора Бундеслига, сезон 2009/10:
- Ханза Росток
- Кобленц
- Рот Вайс Аален

Четиринадесетте останали отбора в Трета Бундеслига, сезон 2009/10:
- Айнтрахт Брауншвайг
- Карл Цайс Йена
- Хайденхайм
- Кикерс Офенбах
- Байерн Мюнхен II
- Рот-Вайс Ерфурт
- Щутгарт II
- Унтерхахинг
- Динамо Дрезден
- Вердер Бремен II
- Зандхаузен
- Веен Висбаден
- Ян Регенсбург
- Вакер Бургхаузен

Трите класирани отбора от сезон 2009/10 на регионалните лиги:
- Бабелсберг
- Саарбрюкен
- Аален

## Стадиони
| Име                                 | Град            | Отбор               | Капацитет |
| ----------------------------------- | --------------- | ------------------- | --------- |
| Лудвигпаркщадион                    | Саарбрюкен      | 1. ФК Саарбрюкен    | 35.303    |
| Рудолф-Харбих-Щадион                | Дрезден         | Динамо Дрезден      | 32.296    |
| ДКБ Арена                           | Росток          | Ханза Росток        | 29.000    |
| Айнтрахт-Щадион                     | Брауншвайг      | Айнтрахт Брауншвайг | 25.540    |
| Щадион ам Биберер Берг              | Офенбах на Майн | Кикерс Офенбах      | 25.000    |
| Щайгервалдщадион                    | Ерфурт          | Рот-Вайс Ерфурт     | 19.439    |
| Дженерали Шпортпарк                 | Унтерхахинг     | Унтерхахинг         | 15.053    |
| Щадион Оберверт                     | Кобленц         | ТуШ Кобленц         | 15.000    |
| Ернст-Абе-Шпортфелд                 | Йена            | Карл Цайс Йена      | 12.630    |
| Брита-Арена                         | Висбаден        | Веен Висбаден       | 12.566    |
| Гаци-Щадион ауф дер Валдау          | Щутгарт         | Щутгарт II          | 11.544    |
| Верзещадион                         | Аален           | Рот Вайс Аален      | 11.500    |
| Шолц Арена                          | Аален           | Аален               | 11.381    |
| Янщадион                            | Регенсбург      | Ян Регенсбрг        | 10.724    |
| Карл-Либкнехт-Щадион                | Бабелсберг      | Бабелсберг          | 10.499    |
| Градски стадион на Грюнвалдер Щрасе | Мюнхен          | Байерн Мюнхен II    | 10.240    |
| Хардтвалдщадион                     | Зандхаузен      | Зандхаузен          | 10.231    |
| ГАГФАХ-Арена                        | Хайденхайм      | Хайденхайм          | 10.000    |
| Вакер-Арена                         | Бургхаузен      | Вакер Бургахаузен   | 10.000    |
| Везерщадион Платц 11                | Бремен          | Вердер Бремен II    | 5.500     |

## Икономически показатели
Освен спортните постижения отборите от Трета Бундеслига трябва да отговарят и на определени изисквания от икономически и материален характер. Така например всичките стадиони от лигата трябва да имат минимален капацитет от 10 000 места, 2000 от които трябва да са седящи. Поне една трета от всеки стадион трябва да е покрит. Треньорите на третодивизионните отбори задължително трябва да притежават диплома от треньорска школа. На практика всички отбори, класирани по спортни постижения, изпълняват и материалните изисквания на ГФС.
Президиумът на ГФС разпределя приходите от телевизионни права за новооснованата дивизия. Отборите получават общо 10 милиона евро от компанията, държаща правата на срещите от Трета Бундеслига. Вторите отбори не участват в разпределението на парите.

## Данни

### Класирани и изпаднали от Трета Бундеслига
| Сезон   | Класирани от Втора Бундслига                  | Изпаднали от Трета Бундеслига                      |
| ------- | --------------------------------------------- | -------------------------------------------------- |
| 2008/09 | Унион Берлин, Фортуна Дюселдорф, Падерборн 07 | Кикерс Емден, Аален, Щутгартер Кикерс              |
| 2009/10 | Оснабрюк, Ерцгебирге Ауе, Инголщад            | Борусия Дортмунд II, Холщайн Кил, Борусия Вупертал |

### Изпадащи отбори от Втора Бундеслига и класирани от регионалните групи
| Сезон   | Изпадащи от Втора Бундеслига          | Класирани от регионалните лиги (Север, Запад, Юг) |
| ------- | ------------------------------------- | ------------------------------------------------- |
| 2008/09 | Оснабрюк, Инголщат, Веен Висбаден     | Холщайн Кил, Борусия Дортмунд II, Хайденхайм      |
| 2010/11 | Ханза Росток, Кобленц, Рот Вайс Аален | Бабелсберг, Саарбрюкен, Аален                     |

## Рекорди
- Най-много точки събира Унтерхахинг. От 2008 г. отборът събира 117 точки от 76 мача.
- Най-добър баланс постига Унион Берлин през 2008/09 г. с 22 победи, 12 равенства и 4 загуби.
- Най-много голове в един сезон вкарва Режи Дорн от Зандхаузен през 2009/10 (22 гола);
- Отборът с най-много голове в един сезон е Инголщад (72 попадения през сезон 2009/10);
- Отборът с най-малко допуснати голове в един сезон е Унион Берлин (23 допуснати гола през сезон 2008/09);
- Най-много голове (4) в една среща отбелязва Салваторе Амиранте от Карл Цайс Йена на 9 август 2009 г. при 6:0 срещу Байерн Мюнхен II;
- Най-изразителната победа в Трета лига отбелязва Саарбрюкен със 7:0 като гост срещу Карл Цайс Йена през сезон 2009/10;
- Най-резултатната среща от първенството е 5:5 между Айнтрахт Брауншвайг и Фортуна Дюселдорф в 35. кръг на сезон 2008/09;
- Рекордна посещаемост на мач от Трета лига: 50.095 зрители (Фортуна Дюселдорф срещу Вердер Бремен II на 23 май 2009 г.

| Играчи с най-много мачове в лигата | Играчи с най-много мачове в лигата | Играчи с най-много мачове в лигата | Играчи с най-много мачове в лигата | Играчи с най-много мачове в лигата |
| ---------------------------------- | ---------------------------------- | ---------------------------------- | ---------------------------------- | ---------------------------------- |
| Име                                | Име                                | Отбор                              | Мачове                             |                                    |
| 1                                  | Карстен Нуле                       | Карл Цайс Йена                     | 75                                 |                                    |
|                                    | Роберт Вулниковски                 | Кикерс Офенбах                     | 75                                 |                                    |
| 3                                  | Александер Хубер                   | Кикерс Офенбах                     | 74                                 |                                    |
|                                    | Дариус Кампа                       | Унтерхахинг                        | 74                                 |                                    |
|                                    | Аксел Келер                        | Динамо Дрезден                     | 74                                 |                                    |
|                                    | Кристиан Мали                      | Борусия Вупертал                   | 74                                 |                                    |
| 7                                  | Роберт Мюлер                       | Карл Цайс Йена                     | 73                                 |                                    |
|                                    | Дирк Орлисхаузен                   | Рот Вайс Ерфурт                    | 73                                 |                                    |
|                                    | Тиаго Рокенбах                     | Рот Вайс Ерфурт                    | 73                                 |                                    |
|                                    | Тобиас Целнер                      | Ян Регенсбург                      | 73                                 |                                    |
| Играчи с най-много голове в лигата |                                    |                                    |                                    |                                    |
| Име                                | Име                                | Отбор                              | Голове                             |                                    |
| 1                                  | Халил Шавран                       | Динамо Дрезден                     | 26                                 |                                    |
| 2                                  | Торстен Йорл                       | Вердер Бремен II                   | 23                                 |                                    |
| 3                                  | Режи Дорн                          | Зандхаузен                         | 22                                 |                                    |
| 4                                  | Антон Финк                         | Унтерхахинг                        | 21                                 |                                    |
|                                    | Мориц Хартман                      | Инголщад                           | 21                                 |                                    |
|                                    | Орландо Смеекенс                   | Карл Цайс Йена                     | 21                                 |                                    |
| 7                                  | Денис Крупке                       | Айнтрахт Брауншвайг                | 20                                 |                                    |
|                                    | Дениз Йълмаз                       | Байерн Мюнхен II                   | 20                                 |                                    |
| 9                                  | Марко Каламита                     | Вакер Бургхаузен                   | 19                                 |                                    |
| 10                                 | Мехмет Екичи                       | Байерн Мюнхен II                   | 18                                 |                                    |
|                                    | Свен Шиплок                        | Щутгарт II                         | 18                                 |                                    |